# 凯瑟琳山
凯瑟琳山（阿拉伯语：جبل كاثرين，Gebel Katherîna）位于西奈半岛南端，地理坐标为28°30′39″N 33°57′19″E / 28.51083°N 33.95528°E，海拔高度为2629米，是埃及最高峰，冬季山顶有降雪。